# 后洼遗址
后洼遗址位于辽宁省东港市（原东沟县）马家店镇三家子村后洼屯，是一处新石器时代遗址，2013年被列为第七批全国重点文物保护单位。
后洼遗址地处辽东半岛黄海沿岸北部的滨海平原上，南距黄海岸16公里。遗址集中分布在后洼屯东的台地上，南北长170米，东西宽10米，面积为17000平方米。1981年, 丹东市文物普查队发现了后洼遗址并进行试掘。1983～1984年, 辽宁省博物馆、丹东市文化局、东沟县文化局对后洼遗址进行了正式发掘，发现房址43座、灰坑20个、陶片114427片（复原陶器393件）、生产工具1668件、雕塑艺术品90件、其他用具17件。发掘发现，文化层堆积分四层，第二、三层出土遗物相同，统称为上层，第四层称为下层，上、下层分属两个不同文化时期。后洼下层的文化内涵和辽南地区小珠山下层文化有一定联系，年代在6000年前；后洼上层文化距今5000年左右。